# Tragia laminularis
Tragia laminularis är en törelväxtart som beskrevs av Johannes Müller Argoviensis. Tragia laminularis ingår i släktet Tragia och familjen törelväxter. Inga underarter finns listade i Catalogue of Life.